# Sounds of the Season: The Enya Collection
Sounds of the Season: The Enya Collection (también conocido como Christmas Secrets EP en Canadá) es un álbum en formato EP navideño de la cantante y compositora Enya. El álbum fue lanzado el 28 de noviembre de 2006 en conjunto con NBC y sólo se comercializó en exclusivas tiendas musicales como la NBC ubicada en el Rockefeller Center en la ciudad de Nueva York. En Canadá el disco se publicó bajo el nombre de Christmas Secrets EP, el cual posee una diferente portada que el original y sólo contiene los primeros cuatro temas. En otros países, el álbum fue incluido en la edición navideña de Amarantine · Special Christmas Edition la cual incluye los mismos temas que Christmas Secrets como pistas adicionales.

## Lista de temas

### Sounds Of The Season
| Nº | Tema                            | Duración |
| -- | ------------------------------- | -------- |
| 1. | "Adeste Fideles"                | 3:59     |
| 2. | "The Magic Of The Night"        | 3:32     |
| 3. | "We Wish You A Merry Christmas" | 3:42     |
| 4. | "Christmas Secrets"             | 3:46     |
| 5. | "Amid The Falling Snow"         | 3:38     |
| 6. | "Oíche Chiún (Silent Night)"    | 3:46     |

### Christmas Secrets EP
| Nº | Tema                            | Duración |
| -- | ------------------------------- | -------- |
| 1. | "Adeste Fideles"                | 3:59     |
| 2. | "The Magic Of The Night"        | 3:32     |
| 3. | "We Wish You A Merry Christmas" | 3:42     |
| 4. | "Christmas Secrets"             | 3:46     |